# B級映画
B級映画（ビーきゅうえいが、B-movie及びB-Pictures）は、1930年代のアメリカで始まった短期間の撮影、低予算で、上映時間も限定されたなかで製作された映画のことである。1932年からアメリカ合衆国の映画界で二本立て興行の中で添え物として上映されて、やがてハリウッド映画が大作主義となり、製作本数が激減する頃には呼称は消えていった。しかし1950年代半ば以後は、低予算の特定の観客層の受けを狙った作品に対してB級映画との呼称が使われるようになった。

## 概要
映画用語としては1930年代から1950年代初めごろまで多かった二本立て興行において
- A級映画 - 多額の予算により人気俳優が揃い、有名監督が制作する上映時間が90分の長編映画（フィーチャー）
- B級映画 - A級映画の添え物として、低予算で無名・新人の俳優を使い、有名とはいえない駆け出し監督などが短期間で撮影した上映時間が90分以下の映画

と区別されており、ある一定の時期にアメリカ映画で使われた呼称である。
本来は映画産業における歴史的な現象であり、作品の価値に由来する概念ではないが、1950年代後半以降のアメリカの映画界で、特に若い観客層をターゲットとしたホラーやSF映画を指すようになり、今日では上映時間の区別ではなく、以下の観点から使われている。
- A級映画 - 潤沢な予算により制作された大作映画。ハリウッド映画に代表される興行収入を重視し人気俳優を揃えたブロックバスター狙いの映画、映画祭などに出品される芸術性を重視した作品。
- B級映画 - 低予算で小規模の小作品。俳優や監督は無名・新人であり、A級の格下という比喩的意味合い[3]。

新しい意味合いでは、B級映画かつ長編映画かつ単品上映も存在する。

## B級映画の歴史(アメリカ)

### B映画
1927年、世界初のトーキー映画「ジャズ・シンガー」が現れたことにより、映画会社がこぞってトーキー施設を備えた撮影所の拡充をしていく中、ウイリアム・フォックス社（後の20世紀フォックス）も撮影所を新築した。そしてそれまで使われていたウエスタン・アヴェニュー撮影所、新しく作られたウエストウッズ・ヒルズ撮影所との間で、新しい撮影所には会社から予算を投入して1本当たりの製作費も高くして、古い撮影所はそれまで通りで1本当たりの製作費は新撮影所より低いことになった。そこからウエストウッズ・ヒルズ撮影所は「A地域」と呼ばれて、大きな作品はそこで撮影され、ウエスタン・アヴェニュー撮影所は「B地域」と呼ばれて低予算で製作する作品を撮影することになった。これが「B地域の作品」とされて、それがやがて「B映画（B-Pictures）」と言われるようになった。しかしこれだけでは単に地理的な区分だけであって、後に「B級映画」と呼ばれるようになった背景には、1929年の大恐慌とその後の映画界の不況が影響している。

### 二本立ての添え物
1929年10月からの大恐慌で映画界も直撃を受け、1930年の1週間当たりの平均観客動員数が1億1,000万人であったのが、1932～33年頃には1週平均6,000万人に激減した。これに対して映画会社が考えたのがそれまで無かった2本立て興行であった。サイレント時代から興行形態は様々な変遷を経ているが、興行の目玉である長編物(フィーチャー)は1本立てであり、これに短編や連続物(シリアル)などを加えて映画興行が成り立っていた。長編物はほぼ90分(1時間半)の上映であった。そこで観客を呼び戻す方策として料金はそのまま同じで長編物を二本立てで上映するシステムに変えることになった。そして、ハリウッドは年間で300本の映画を製作する必要が生じた。これに応じて撮影所は同じ長編でも二本立てでメインになる映画は長編90分にして、もう1本はそれよりも短い50～70分の時間で予算を抑え、当然スターは使わず、しかも限られた日数で製作することとした。そのため、上映する2本の映画に格差をつけて、もう1本が添え物のような形になったので、それが「B級映画」と呼ばれるようになった。これは必ずしも映画会社だけの発案ではなく、実は興行側の映画館からの要請もあった。当時映画館は景品を出したりして観客を喜ばせる方策を打ち出し、その一つとして二本立ての試みを一部始めていた。それに対応して映画会社も量産体制に入ったのである。そしてフォックス社が「A」撮影所と「B」撮影所に分かれたように、当時の他のメジャー会社(パラマウント、ワーナー、MGM、ユナイト、ユニヴァーサル、コロンビア、RKO)なども例えば自社でAユニットとBユニットに分けてB級映画の製作に乗り出し、本数が足りないところはB級映画を専門に製作するマイナー会社であるリパブリック、モノグラム、グランド・ナショナル、PRCなどが製作していった。

### B級映画の限られた条件
B級映画は、A級映画に比べて、予算はおよそ十分の一、撮影期間は2週間(中には2日や5日も珍しくなかった)、上映時間は60～70分で長くても80分という基準であった。そして今日までこのB級映画の第1号映画は特定されていない。そして映画として記憶されているものも少なく、B級だけに出演した俳優も多く、彼らはB級俳優としてやがて忘れられていった。結局それは便宜的に作られた映画だったことになる。収益は低いが予算も十分低かったので利益は保証されており、観客の入場者数はさほど重要性を持たなかった。
しかし別の側面では、新しい監督や脚本家、そしてプロデューサーらの若く有能な才能のテスト場として使われ、その限られた条件をうまく使って斬新な編集や即興的な演出、単純で単調さを逆に全面に打ち出すなど新しい映画の方向を模索する場となり、やがて彼らの何人かがここから巣立ち、1950～1960年代にアメリカの映画史を彩ることになった。これは後に1960年代にテレビ映画の製作に携わって、1970年代に映画の世界に進出して活躍したケースと同じであった。

### B級映画の終り
戦後反トラスト法の成立によって、1948年に「パラマウント訴訟」の同意判決が進みメジャー会社のそれまで強固であった製作ー配給ー興行の垂直統合のシステムが崩れて、手持ちの劇場チェーンを切り離すと、メジャー各社のB級映画の製作は中止された。そしてマイナー会社はリパブリック、アライド(モノグラムの後身)、AIPなどがまだ製作を続けたが、しかし、この時期になるともはや純B級ではなくて、普通の長編フィーチャーの長さの映画で二本立て興行を維持するために製作していた。しかしそれも1950年代に入ってからテレビ映画の興隆で各プロダクションもテレビ映画の製作にシフトし、ハリウッドが大作主義に移行するなかでB級映画は無くなった。
この1950年代にリパブリックやアライド、AIPなどのもともとのB級製作会社が自由になった配給状況でB級ではないフィーチャー映画を製作したことは、この時点でもはやA級・B級の区別が無くなったと考えられるが、別の観点から低予算で製作された映画だとしてB級映画と見る見方もある。この期間のB級映画にはA級映画よりもはるかに自由な創造を可能にして映画製作者の「創意と創造性の試金石」となり、今日ではそれぞれのジャンルでの古典として認められて「現代の映画製作者のインスピレーションの源泉となっている」とされている。それは結果として新たな才能の実務的な訓練の場を提供して積極的な役割を果たしたと言える。

### B級映画のエピソード
- B級西部劇のスターで日本でも有名であったランドルフ・スコットは常にB級スターのイメージがつきまとうが、増淵健は彼がB級スターなら、ジョン・ウェインもB級スターと呼ばなければならないとしている。事実ジョン・ウェインは「駅馬車」に出演するまでにB級映画に56本出演している。スコットは終始メジャー会社に属した俳優であり、A級映画にもよく出演したが、ウェインは「駅馬車」までの10年間、B級専門のマイナー会社を渡り歩いている[14]。
- 後にアメリカ合衆国大統領となったロナルド・レーガンもB級映画出身の俳優であったし、他にもジャック・ニコルソンなど多くの名優や名監督を輩出している。

### 今日のB級映画
現在でも限られた期間で撮り経済的にも限られた条件で製作された映画を「B級映画」と呼ぶ場合がある。そして第1作はB級映画と言われながら高い評価を得たり、あるいは大ヒットして、続編が超大作映画となってシリーズ化するケースもある。
- 『007シリーズ』は第1作『ドクター・ノオ』が低予算で製作されたがヒットしたため、第2作『ロシアより愛をこめて』、第3作『ゴールドフィンガー』と進むにつれて制作費も大幅に多くなり、豪華なアクション大作シリーズへと成長、世界的に大ヒットした。
- 『ターミネーターシリーズ』は、第1作『ターミネーター』では制作費が600万ドルだったのに対し、第3作『ターミネーター3』で制作費は1億6千万ドルに跳ね上がっている。同時に、シリーズを追うごとに主演のアーノルド・シュワルツェネッガーの出演費も高額になっていった。
- 『プラトーン』は、制作費600万ドルだったが、興行ではアメリカ合衆国で制作費の20倍である、1億3,800万ドルの興行収入を記録する大ヒット映画となった。
- 現在でも低予算と言われる映画でも、7,000ドルで制作された『エル・マリアッチ』や、30,000ドルで制作された『ブレア・ウィッチ・プロジェクト』など興行的に大ヒット作となった作品もある。
- 単に映画を批評する場合にもっぱらランクを指し示すものとしてB級映画が使われる場合がある。B級映画よりも質の良いものを「A級映画」、さらに質の落ちるものを「C級映画」、出来の悪さにつれてD級やZ級と進んでいく[15]。
- アサイラム社のように人気作に便乗したモックバスターを制作するスタジオの作品もB級映画と呼ばれる。
- B級映画をひたすら撮り続けた「B級映画の帝王」と呼ばれるロジャー・コーマンは、映画界に多大な影響を与えており、彼の下で映画を学んだ映画関係者は数多い。しかし、コーマン本人は「B級映画の帝王」と呼ばれることを好んでいない。その理由は、自身の「B級映画」の定義は前述した二本立て映画の前座低予算映画であり、自身が作っている作品はそれとは違うエクスプロイテーション映画や前座ではない単独の低予算映画であるからだと説明している。

ジャン・リュック・ゴダールはアメリカのB級映画からその作風を学んだとも言われている。彼の最初の作品「勝手にしやがれ」はジョゼフ・H・ルイスやサミュエル・フラーを範として映画会社モノグラムに捧げるとしていた。蓮實重彦は「ハリウッド映画史講義」で「ゴダールがエドワード・G・ウルマーのPRC時代の撮影から最も多くの教訓を引き出した」としてその経済的・時間的及び空間的に限られた条件の中での撮影の単純さの中にB級映画の輝きがあり、ゴダールがその単純さの魅力を語っていると述べて、そして80年代以降のリンチやクローネンバーグ、ジョーダンやバートン、ハートリーよりもゴダールの方が遥かにB級映画に近いとして「ゴダールは一貫してB級の単純きわまりない輝きを旋回している」と述べている。ただし蓮實重彦はまた「語の厳密な意味でB級映画は永遠に失われている」としてもはや存在しないと述べていた。

### BムービーとB級映画
そこで今日使われている低予算の「B級映画」と区別して、歴史的にアメリカの一時期にあった映画を原語のまま「Bムービー」と呼び、峻別する向きもある。「きらめく映像ビジネス」(集英社新書)の著者の純丘曜彰は「Bムービー」を一時期にアメリカで使われた用語として、これをB級映画と訳すことは誤解を招く表現であると述べている。そしてフィーチャーかBムービーかは純粋に上映形式の問題であって作品の出来とは関係は無いとして『フィーチャーでも駄作は数多く、Bムービーでも名作はいくらでもある』と述べている。そして人気のあるBムービーは、本編のフィーチャーの当たり外れのリスクを抑えて映画館に安定した観客動員をもたらしたとして、低予算で早撮り、ワンパターンで似たり寄ったりだとしても、そのマンネリにこそ親しみがあり、健全なエンターティメントであるとしている。ただし、純丘曜彰はジョン・ウエインのB級西部劇やボブ・ホープなどの珍道中シリーズを例に挙げながら、日本のプログラム・ピクチャーの例として、いわゆる『社長』『駅前』『若大将』『無責任』のシリーズものや、『座頭市』『寅さん』もBムービーの範疇であるとしている。

## B級映画の歴史(日本)
ところで日本映画では、歴史的にB級映画という言葉は使われず、その概念もなかったと言われるが、戦前における新興キネマや大都映画などは当時でもB級の三流映画と言われていた。ただもともと会社が小さくて、低予算で早撮りで製作するしかない状況の中での映画作りであり、アメリカのように同じ会社でA級とB級とに区別するようなものでは無かった。
しかし、戦後になってアメリカと同じように区別された映画がかつて存在した。それは全くアメリカと同じように二本立て興行の実施に際して生まれた映画である。

### 松竹のシスター・ピクチャー
1952年まで日本映画の興行は一本立てで、二本立てを行う映画会社は無かった。しかし興行する映画館では戦後の復興が進んで、映画館も活況を呈してきた頃から、二本立てを望む声は多かった。いわゆる一番館では出来なくても二番館から下の館では、違う映画会社の作品を組み合わせて二本立てで興行を行う映画館も出てきていた。しかし映画会社は過当競争と作品の質的低下、製作費の高騰などを恐れて躊躇していたが、1952年4月に当時の映画業界のトップであった松竹が二本立て興行に踏み切り、その際にアメリカと同じく1本は長編、もう1本は40～50分の中編として映画を製作し、この中編映画を当時松竹はSP (シスター・ピクチャー) と名付けて、4月10日に西河克己監督、佐田啓二・幾野道子主演の「伊豆の艶歌師」を長編物「雪之丞変化」と同時上映で実施した。これが当時の松竹SP第1号で上映時間は45分であった。松竹はこのSPの製作にあたり監督や俳優のトレーニングの場とし、また二本立てを行うことによって契約館を増やし、映画館側が他社の作品と抱き合わせでの二本立て興行を阻止する狙いがあった。その後に小林正樹監督、石浜朗・小園容子主演で「息子の青春」(45分)、野村芳太郎監督、同じ2人の主演で「鳩」(45分)などが公開されている。小林正樹と野村芳太郎はその翌年に本来の長編物(フィーチャー)の監督になった。SP映画は新人の育成には大きな成果があり、後に大島渚や山田洋次もこのSP作品の監督を経験するところから本格映画でのデビューを果たしている。しかし、興行面での契約館の増加は目標通りには進まなかった。それは松竹カラーとしての文芸作品が多く地味で、興行側からはそれほどの評価は得られず、やがて1954年に入るとSPを30～40分物に縮小した。

### 東映の娯楽版
この時に攻勢に出たのが東映であった。1954年には各社とも二本立て体制をとり始めたが、まだこの時期は新作で完全長編二本立てではなく、試行錯誤の時期であった。東映は1951年創立の後発会社でこの時期は松竹・大映についで業界3位であった。興行側が強く二本立てを望んでいることで、そこで東映は本編(フィーチャー)1本に「東映娯楽版」という活劇でしかも三部作として売り出し、月形龍之介・大友柳太朗主演の「真田十勇士」、他に「謎の黄金島」「少年姿三四郎」などをおよそ40～50分前後で、本編に付けて上映して、しかも三部構成の連続物なので次回もその続きを見るために観客を呼び込むなどして、この娯楽版には「雪之丞変化」も東千代之介主演の三部作として製作した。そしてこの娯楽版から「笛吹童子」の三部作が製作されて、第1部「どくろの旗」45分、第2部「妖術の闘争」44分、第3部「満月城の凱歌」57分がそれぞれヒットして主演の中村錦之助を一躍スターに押し上げた。翌年正月には「紅孔雀」五部作が公開されて、本編の片岡千恵蔵の多羅尾伴内シリーズ「隼の魔王」よりも人気を呼んだ。
この娯楽版の狙いは、三部構成にすれば全体は120分を超す長編物であり、内容において本編と変わらない当時の実質A級映画であったことである。そしてまだデビューしたばかりの若手俳優を使い、しかもここから東千代之介、中村錦之助、大友柳太朗などその後の東映時代劇を支えるスターが育っていった。この少し後には連続物でなく独立した映画も製作して、当時デビューしたばかりの高倉健が「電光空手打ち」「流星空手打ち」などの1時間足らずの作品で主演を演じている。この東映娯楽版が松竹SPと違って、本編の添え物ではなく、実質は観客を映画館に引き寄せる力になったことで、東映は東映作品だけを上映する契約館を増やし、やがて東映が映画業界のトップに躍り出ることになった。

### 東宝のダイアモンド・シリーズ
一方東宝は1956年に「ダイアモンド・シリーズ」と名付けて「鬼火」(加東大介・津島恵子主演)、「琴の爪」(中村扇雀・扇千景主演)など9本の映画を製作した。上映時間が50分であるが、スタッフ、キャストとも本編と変わらない陣容で、経済性を考慮しながらも高いクオリティを維持することを目指したが、松竹SPや東映娯楽版ほどの特徴がなく、文芸ものであったので長続きはしなかった。

### 東映のその後の動き
東映はその1956年に警視庁物語シリーズをスタートさせた。上映時間が60分前後、モノクロ、ドキュメンタリータッチ、そしてスター俳優は無く、ロケーション中心でアップテンポな展開で、1956年2月18日公開の「逃亡5分前」から以後1964年「行方不明」まで24本が製作された。歯切れのいい畳み込むようなテンポで新鮮な画面が生まれて、後に1961年に東映が製作して当時のNET
(現テレビ朝日)で放映された日本初の1時間テレビ映画「特別機動捜査隊」に受け継がれていく。そして1964年に製作終了後には再編集して1時間のテレビ番組として放映されている。
東映は1960年に第二東映を設立して、配給系統を2ルートにして、時代劇路線とそれ以外とを区分した。この時に第二東映では本編1本と60分前後のほとんどB級と言っていい映画を組み合せた上映システムをとったが、なにしろ製作本数が倍になるだけに、余りの製作本数に現場がついてこれず粗製乱造と言われて翌年11月には第二東映は無くなった。そしてこのあたりから、長編2本の二本立て興行が常態となり、他の各社も同じ形態になって、B級映画にジャンル分けされる作品は姿を消した。そして時代はテレビ映画を作る時代を迎えることとなった。それはほぼアメリカと同じような経過を辿ったことになる。
勝間田具治によると、第一と第二では予算が全然違っており、テレビはもっと酷かったという。また助監督から監督まで20年かかるとのことで、勝間田は東映動画に転身した。
この量産時代の時に、余りの製作現場の混乱で、同時に撮影されている中で脇役俳優が1日に2～3本を掛け持ちで出演することが多く、そこで役者のスケジュールのダブリ(このダブリは他社の映画出演もあった)を防ぐため、製作主任が集まって調整する作業を行う中で、同時に撮影している作品をランク分けして、Aランク、Bランク、Cランクとして、「Aランク=多少の予算はかかっても勝負を賭ける映画」「Bランク=通常の映画」「Cランク=出来はどうであれ公開に間に合えばいい映画」に分類してランクの高い順から調整していったとされている。この製作する側で「勝負を賭ける映画」「通常の映画」「出来はどうであれの映画」にランク分けしていたとは興味深い話ではある。ただし、この用法にあるような三分法はB級映画という言葉にはあてはまらない。C級映画という言葉は原則用いられず（もちろん、Z級というような言葉まで用いるのも論者の自由ではあるが）、B級映画は中規模クラスから最低ランクまでは含めた、かなり広い概念である。

### B面映画
また日本にはB面映画という言葉があるが、正しくはB面映画はB級映画のことではない。B級映画はメインの本編(長編)と同時上映された中編の映画をさすが、B面映画は長編物二本立て興行がスタートしてから、どちらがメインなのかを示すために、レコードの裏表のようにA面・B面と呼ばれたことに起因している。流行歌のレコードが本来A面で売り出したのに、B面がヒットすることがあったように、B面映画は長編であってB級映画のような添え物ではない。

## B級映画の歴史(フランス)
フランス語では「ナナール Nanar」（ナヴェ navet（蕪）に由来する言葉）と呼ばれる。フランス語の大手辞書ロベールによると、もともと人をバカ呼ばわりする言葉（または愛称）の一つとして「クルート croûte（パンの皮、転じて頑固ジジイ）」という言葉があり、同様の意味から転じ、低級なものとみられるが故に失笑を誘うものとしてnanarという言葉が19世紀末にはすでに生まれ、また後にはB級映画を指すようになった。
フランスの映画批評家フランソワ・フォレスティエは、「101のナナール」という書籍を1996年にデノエル社より出版した。さらに1997年には「続・101のナナール」も出版した。
また、そのようなB級映画（フランス映画が中心だがそれに限らない）をまとめた「ナナールランド」というファンサイトは、2001年にオープンしたのち多数の訪問者を得て成長し、フランスの大手映画批評サイト「アロシネ」が「ナナールランド」とタイアップする企画を2010-2013年にかけて立ち上げた。